# Casas de Garcimolina
Casas de Garcimolina é um município da Espanha, na província de Cuenca, comunidade autônoma de Castela-Mancha. Tem 38,69 km² de área e em 2021 tinha 29 habitantes (densidade: 0,7 hab./km²). Limita com os municípios de Algarra, Fuentelespino de Moya, Moya e Vallanca.